# Lichans-Sunhar
Lichans-Sunhar en francés, Lexantzü-Zünharre en euskera, es una localidad y comuna francesa situada en el departamento de Pirineos Atlánticos, en la región de Aquitania y en el territorio histórico vascofrancés de Sola.

## Demografía
| Gráfica de evolución demográfica de Lichans-Sunhar entre 1800 y 2012 |
|                                                                      |

El resultado del año 1800 es la suma final de todos los datos parciales obtenidos antes de la creación de la comuna (5 de agosto de 1842).
Fuentes: Ldh/EHESS/Cassini e INSEE.